# Fehérarcú hegyifogoly
A fehérarcú hegyifogoly (Arborophila orientalis) a madarak osztályának tyúkalakúak (Galliformes) rendjébe és a fácánfélék (Phasianidae) családjába tartozó faj.

## Rendszerezés
Besorolása vitatott, egyes rendszerezők a fogolyformák (Perdicinae) alcsaládjába sorolják.

## Előfordulása
Indonéziához tartozó Jáva szigetének keleti részén honos. A természetes élőhelye a szubtrópusi vagy trópusi nedves hegyvidékek.

## Megjelenése
Testhossza 28 centiméter.

## Külső hivatkozások
- Képek az interneten a fajról
- Internet Bird Collection - videók a fajról